# Gennadi Anatoljewitsch Moissejew

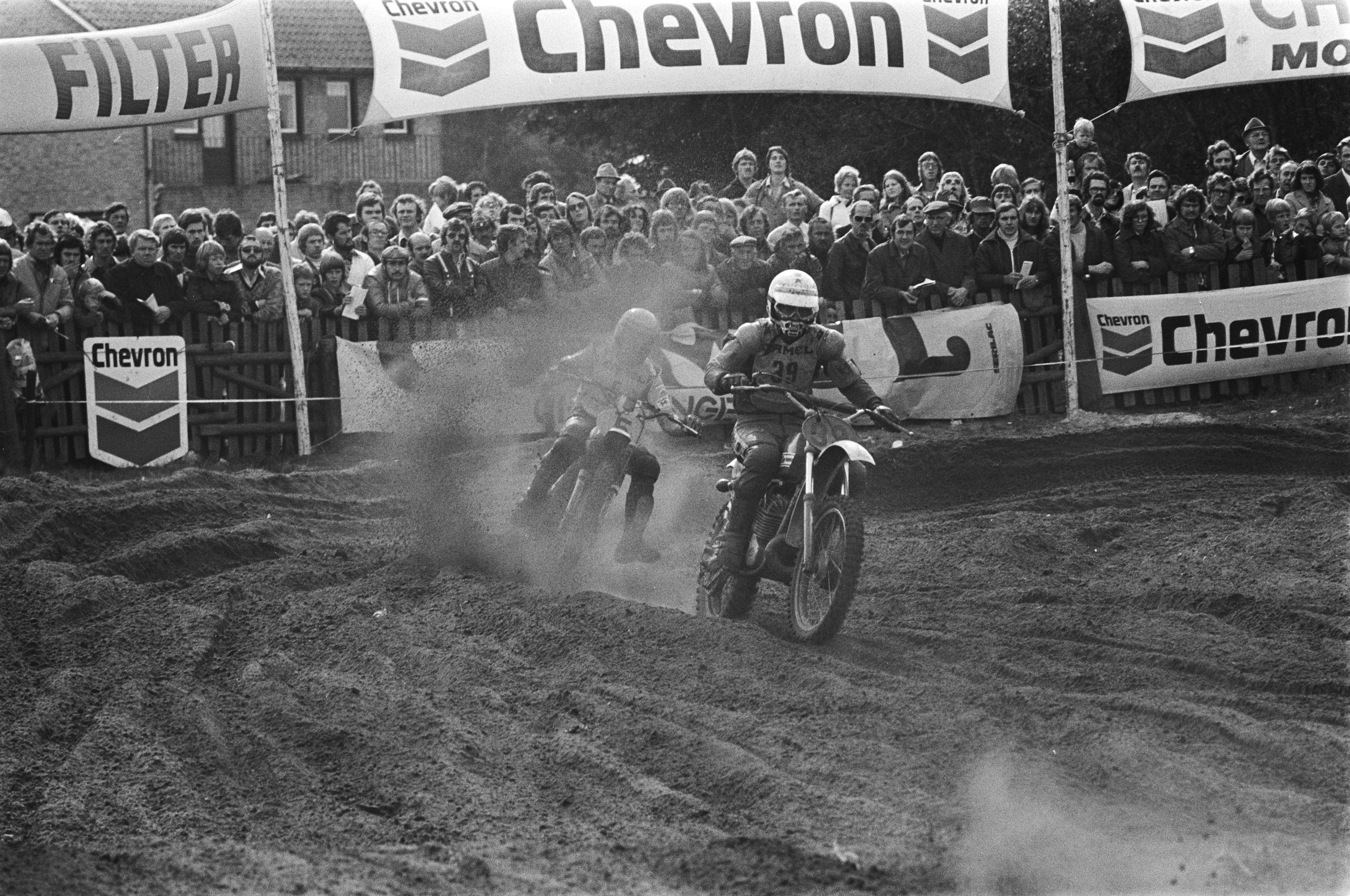
Moissejew gefolgt von Roger DeCoster beim Motocross of Nations 1976

Gennadi Anatoljewitsch Moissejew (russisch Геннадий Анатольевич Моисеев, wiss. Transliteration Gennadij Anatol'evič Moiseev, auch Guennady Moisseev; * 3. Februar 1948 in der Oblast Leningrad, Sowjetunion; † 23. Juli 2017) war ein sowjetischer Motocrossfahrer.
Moissejew verbrachte seine Kindheit in Wwedenskoje, einem Dorf bei Wyriza in der Oblast Leningrad. Im Alter von 13 Jahren saß er zum ersten Mal auf einem Motorrad. In der Motocrossabteilung des Schdanow-Pionierpalasts im 57 km entfernten Leningrad trainierte der junge Moissejew seine Fähigkeiten. Im nahegelegenen Puschkin begann er eine Ausbildung zum Elektromechaniker.
1966 gewann er die Bronzemedaille der landesweiten Meisterschaft der UdSSR im Motocross mit 175 cm³. Nach diesem Erfolg wurde er in die sowjetische Motocross-Auswahl für internationale Wettbewerbe aufgenommen. 1967 nahm er erstmals an einem Weltmeisterschaftswettbewerb im südwestrussischen Belgorod teil. Den Zenit seiner Karriere erreichte Moissejew jedoch erst in den 1970er Jahren. 1974 wurde er Motocross-Weltmeister in der 250-cm³-Klasse auf einer Maschine des österreichischen Herstellers KTM. 1977 und 1978 konnte er diesen Erfolg wiederholen. Aus politischen Gründen wurde danach von ihm verlangt, auf eine Maschine des Herstellers ČZ aus der sozialistischen Tschechoslowakei umzusteigen. Fortan konnte er an seine bisherigen Erfolge nicht mehr anknüpfen.
Nach Beendigung seiner aktiven Karriere arbeitete er als Trainer bzw. Sportlehrer. In den 2000er Jahren war er zeitweise Präsident des Russischen Motorradsportverbandes.
Moissejew war verheiratet.

## Sportliche Erfolge
- 1974 Motocross-Weltmeister 250 cm³
- 1976 Motocross-Vizeweltmeister 250 cm³
- 1977 Motocross-Weltmeister 250 cm³
- 1978 Motocross-Weltmeister 250 cm³